# Замок Хольтен
Замок Хольтен (нем.  Kastell Holten) — замок в районе Штеркраде немецкого города Оберхаузен (федеральная земля Северный Рейн-Вестфалия).

## История
Замок Хольтен был основан в 1307 году графом Энгельбертом II фон Марк. Однако, сохранились более ранние упоминания, датированные 1188, 1243 и 1250 годами, о находившемся на этом месте, принадлежащем архиепископству Кёльнскому, строении.
Поместье Хольтен Энгельберт II фон Марк получил в приданое в 1299 году, сочетавшись браком с Мехтильд фон Хольте из рода Аренбергов. После выигранного спора о границах с Герцогством Клевским граф Энгельберт в 1307 году проводит работы по укреплению имевшихся строений и сооружает новые крепостные сооружения. Новая крепость состояла из основного и передового замка. Крепость была окружена рвами и высоким земляным валом, остатки которого можно видеть еще и сегодня.
Уже к 1310 году Хольтен получил городские права. Известно, что в 1355 году Хольтен был феодом Герцогства Клевского. В период с 1445 по 1557 год замок Хольтен находился в закладе у семейства фон Лё.
Во время Восьмидесятилетней войны замок Хольтен дважды в 1586 и 1598 годах занимается испанскими войсками. В ходе Тридцатилетней войны замок вновь дважды в 1623 и 1634 годах занимается войсками Гессена. В 1640 году замок был серьёзно разрушен и восстановлен был лишь спустя 60 лет. В 1672 году Хольтен был захвачен французскими войсками.
С 1701 года Хольтен принадлежит Прусскому королевству. С 1806 по 1813 год входит в состав Великого герцогства Берг, но уже в 1815 году по решению Венского конгресса Хольтен вновь возвращается в состав Пруссии.
В 1838 году в замке была открыта школа, а с 1968 года здание занимает спортивно-стрелковое общество.
От первоначальной окруженной рвом крепости до нашего времени сохранилось только восточное крыло замка, возведенное в XVI веке. Замок Хольтен находится под охраной государства.